# Olympische Sommerspiele 1988/Teilnehmer (Belgien)
| Gelbes Symbol für Goldmedaillen mit stilisierten Olympischen Ringen | Graues Symbol für Silbermedaillen mit stilisierten Olympischen Ringen | Braundes Symbol für Bronzemedaillen mit stilisierten Olympischen Ringen |
| ------------------------------------------------------------------- | --------------------------------------------------------------------- | ----------------------------------------------------------------------- |
| —                                                                   | —                                                                     | 2                                                                       |

Belgien nahm an den Olympischen Sommerspielen 1988 in Seoul, Südkorea, mit einer Delegation von 59 Sportlern (35 Männer und 24 Damen) teil.
Fahnenträger bei der Eröffnungsfeier war der Ruderer Dirk Crois.

## Medaillengewinner

### Bronze
| Name(n)             | Sportart | Wettkampf                 |
| ------------------- | -------- | ------------------------- |
| Robert Van de Walle | Judo     | Herren, Halbschwergewicht |
| Frans Peeters       | Schießen | Herren, Trap              |

## Teilnehmer nach Sportarten

### Bogenschießen
- Patrick DeKoning
Herren, Einzel: 44. Platz
Herren, Mannschaft: 15. Platz

- Francis Notenboom
Herren, Einzel: 53. Platz
Herren, Mannschaft: 15. Platz

- Paul Vermeiren
Herren, Einzel: 17. Platz
Herren, Mannschaft: 15. Platz

### Fechten
- Stefan Joos
Herren, Degen, Einzel: 22. Platz

- Thierry Soumagne
Herren, Degen, Einzel: 52. Platz
Herren, Florett, Einzel: 22. Platz

### Judo
- Johan Laats
Damen, Halbmittelgewicht: 34. Platz

- Philip Laats
Damen, Halbleichtgewicht: 7. Platz

- Luc Suplis
Herren, Mittelgewicht: 33. Platz

- Robert Van de Walle
Herren, Halbschwergewicht: Bronze

### Kanu
- Inge Coeck
Damen, Einer-Kajak, 500 Meter: im Halbfinale ausgeschieden

- Geert Deldaele
Herren, Einer-Kajak, 500 Meter: im Halbfinale ausgeschieden

### Leichtathletik
- Alain Cuypers
Herren, 110 Meter Hürden: Halbfinale
Herren, 400 Meter Hürden: Halbfinale

- Godfried De Jonckheere
Herren, 50 km Gehen: DNF

- Sylvia Dethiér
Damen, 100 Meter Hürden: Vorläufe

- Didier Falise
Herren, Dreisprung: 11. Platz

- Jacqueline Hautenauve
Damen, Siebenkampf: 20. Platz

- Magda Ilands
Damen, Marathon: 35. Platz

- Agnes Pardaens
Damen, Marathon: DNF

- Marleen Renders
Damen, 10.000 Meter: Vorläufe

- Vincent Rousseau
Herren, 5000 Meter: Halbfinale

- Lieve Slegers
Damen, 10.000 Meter: Vorläufe

- Patrick Stevens
Herren, 100 Meter: Vorläufe
Herren, 200 Meter: Vorläufe

- William Van Dijck
Herren, 3000 m Hindernis: 5. Platz

- Dirk Vanderherten
Herren, Marathon: DNF

### Radsport
- Johnny Dauwe
Herren, Straßenrennen: 19. Platz

- Agnes Dusart
Damen, Straßenrennen: 36. Platz

- Frank Francken
Herren, Straßenrennen: 88. Platz

- Jan Mattheus
Herren, Straßenrennen: 11. Platz

- Erik Schoefs
Herren, Sprint: 6. Platz

- Kristel Werckx
Damen, Straßenrennen: 23. Platz

### Reiten
- Jean-Claude Van Geenberghe
Springreiten, Einzel: in der Finalrunde ausgeschieden

### Rhythmische Sportgymnastik
- Laurence Brihaye
Damen, Einzel: 27. Platz in der Qualifikation

### Ringen
- Hubert Bindels
Herren, Halbschwergewicht, Freistil: in der Vorrunde ausgeschieden

### Rudern
- Dirk Crois
Herren, Einer: Vorläufe

- Rita Defauw
Damen, Einer: 9. Platz

- Alain Lewuillon & Wim Van Belleghem
Herren, Doppelzweier: 4. Platz

- Annelies Bredael, Lucia Focque, Ann Haesebrouck & Marie-Anne Vandermoere
Damen, Doppelvierer: 6. Platz

### Schießen
- Frank Arens
Herren, Luftgewehr: 38. Platz

- Karin Biva
Damen, Luftgewehr: 28. Platz

- Jean Bogaerts
Herren, Luftpistole: 33. Platz
Herren, Freie Pistole: 16. Platz

- Michel Demoulin
Offene Klasse, Skeet: 40. Platz

- Anne Goffin
Damen, Luftpistole: 4. Platz
Damen, Kombinationspistole: 12. Platz

- Frans Peeters
Offene Klasse, Trap: Bronze

### Schwimmen
- Sidney Appelboom
Herren, 100 m Brust: 33. Platz
Herren, 200 m Brust: 11. Platz
Herren, 200 m Lagen: 33. Platz

- Isabelle Arnould
Damen, 200 m Freistil: 18. Platz
Damen, 400 m Freistil: 6. Platz
Damen, 800 m Freistil: 7. Platz
Damen, 200 m Schmetterling: 24. Platz

- Jean-Marie Arnould
Herren, 100 m Freistil: 34. Platz
Herren, 200 m Freistil: 33. Platz
Herren, 400 m Freistil: 29. Platz
Herren, 200 m Schmetterling: 25. Platz

- Brigitte Becue
Damen, 100 m Brust: 21. Platz
Damen, 200 m Brust: 16. Platz

- Christelle Janssens
Damen, 400 m Freistil: 25. Platz
Damen, 800 m Freistil: 20. Platz

- Ingrid Lempereur
Damen, 100 m Brust: 11. Platz
Damen, 200 m Brust: 6. Platz

- Luc Van de Vondel
Herren, 100 m Brust: 45. Platz
Herren, 200 m Brust: 28. Platz

### Synchronschwimmen
- Patricia Serneels
Damen, Einzel: 17. Platz

### Tischtennis
- Karina Bogaerts
Damen, Einzel: 25. Platz

- Jean-Michel Saive
Herren, Einzel: 25. Platz

### Turnen
- Mauricette Geller
Damen, Einzelmehrkampf: 90. Platz in der Qualifikation
Damen, Boden: 90. Platz in der Qualifikation
Damen, Pferdsprung: 89. Platz in der Qualifikation
Damen, Schwebebalken: 90. Platz in der Qualifikation
Damen, Stufenbarren: 90. Platz in der Qualifikation

### Wasserspringen
- Tom Lemaire
Herren, Kunstspringen: 15. Platz in der Qualifikation
Herren, Turmspringen: 24. Platz in der Qualifikation